# Арзамасцево (Татарстан)
Арзама́сцево (тат. Арзамас) — упразднённое село в Агрызском районе современной Республики Татарстан России. Находился на территории Азёвского сельского поселения.

## География
Село находилось в северо-восточной части региона, на реке Кулегаш, примерно в 1,5 км от окраины деревни Каменный Ключ, в 85 км от железнодорожной станции Агрыз, в 18 км от пристани Красный Бор.
В «Списке населённых мест Вятской губернии 1859—1873 гг.» Арзамасцов — при ключе Кулегаше
«Материалы по статистике Вятской губернии. Подворная опись 1884—1893 гг.» описывает Арзамасцево так:
Деревня Арзамасцево лежигь при рѣчкѣ Кулегашь — въ 85 верстахъ отъ уѣзднаго города, въ 12 верстахъ отъ правленія и церкви и въ 5 верстахъ отъ училища. Населеніе состоитъ изъ русскихъ (государственные крестьяне), "первые пріѣхавшихъ сюда въ 1819-мъ году «на лѣсъ» изъ деревня Арзамасцева, Сарапульскаго уѣзда. Окрестныя мѣста, очевидно, раньше были обитаемы, ушедшимъ или вымершимъ народомъ. Такъ въ восточномъ полѣ выкопаны крестьянами 2 копья; выпахивали также нѣсколько разъ кирпичи и наваръ отъ желѣза. Ревизскихъ душъ числится въ селеніи 81; земля-же раздѣлена на 82 надѣла (по 8 десятинъ на душу). Скотъ пасется на илемномъ пастбищѣ; пастбище снимается въ казнѣ съ платою по 30 коп. съ двора. Жители занимаются выдѣлкой саней, колесъ и кадочекъ
.

## История
В «Списке населённых мест Вятской губернии 1859—1873 гг.» поч. каз. Арзамасцов входил в Елабужский уезд, стан 2.
С 1930 в составе Каменно-Ключинского сельсовета, с 1948 — Азеевского сельсовета Красноборского района, с 1963 — Азеевского сельсовета Елабужского района, в 1966 — Азеевского сельсовета Агрызского района.
В справочных изданиях после 1966 года не упоминается.

## Население
523 чел. (1930, русские), 145 чел. (1956, русские), 104 чел. (1963, русские).

## Инфраструктура
Личное подсобное хозяйство (обозначены на карте СССР N-39 карты (Самара (Куйбышев), Ульяновск, Казань))

## Транспорт
В «Списке населённых мест Вятской губернии 1859—1873 гг.» показано, что стояло село «по правую сторону на продолжении Елабужско-Малмышского почтового тракта».